# 유리 예하누로우

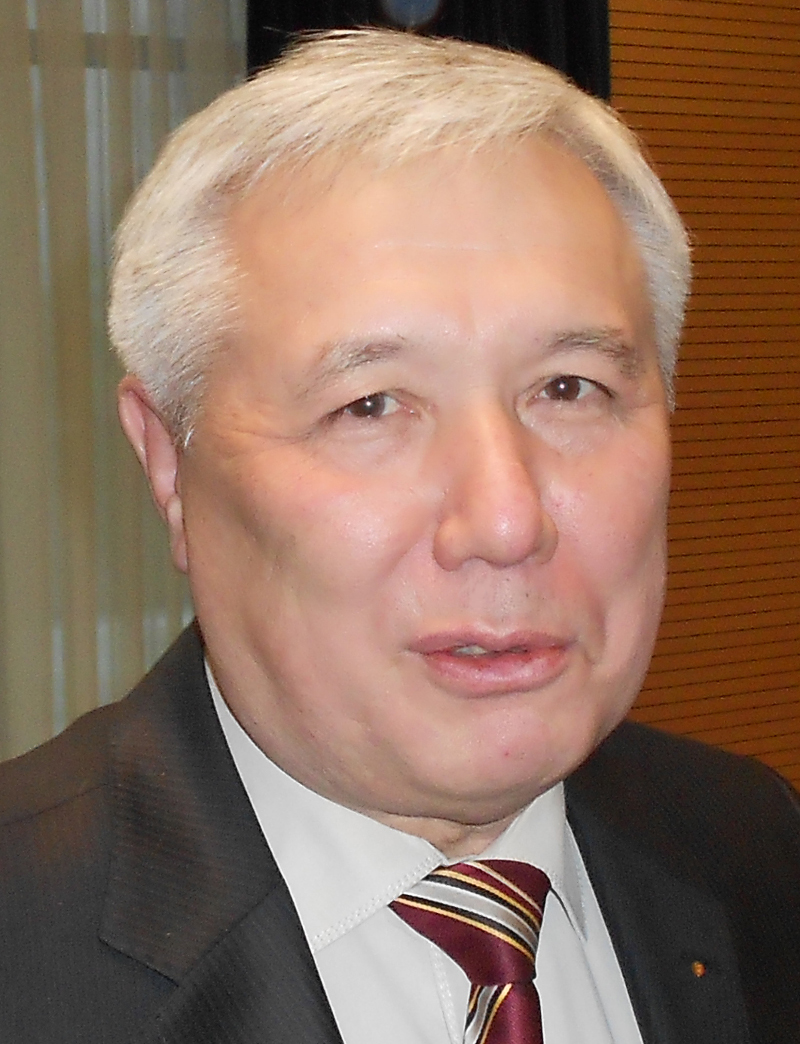
유리 예하누로우 (2013년)

유리 이바노비치 예하누로우(우크라이나어: Ю́рій Іва́нович Єхану́ров, 러시아어: Ю́рий Ива́нович Ехану́ров 유리 이바노비치 예하누로프[*], 1948년 8월 23일 ~ )는 우크라이나의 정치인이자 공무원, 수상이다. 부랴트인·폴란드인 가계로 러시아의 사하 공화국에서 태어났다.
키이우에서 건축과 경제 교육을 받았다. 1960년 ~ 1970년대, 우크라이나 소비에트 사회주의 공화국의 건축 조직으로 일했고 1980년대 말까지는 키이우 시 건축총국 경제문제 담당 차장까지 출세했다. 1990년대 초 내각 부속 경제문제 고문 및 키이우 시청에서 일했다. 1993년부터 1994년, 경제 차관을 맡았고 1997년까지 국유재산 기금을 인솔했다. 1994년 우크라이나 산업·기업가 동맹 의장으로 선출되었고 1997년 여름에, 수 개월간 경제장관을 맡으면서 우크라이나 기업활동 문제 국가 위원회를 인솔했다.

## 같이 보기
- 부랴트인
- 우크라이나의 정치
- 빅토르 유셴코
- 레오니드 쿠치마